# Африканський погонич
Африканський погонич (Sarothrura) — рід журавлеподібних птахів родини Sarothruridae. Містить 9 видів.

## Поширення
Сім видів африканського погонича поширені в Субсахарській Африці, а два види — на Мадагаскарі.

## Класифікація
- Погонич смугастий (Sarothrura affinis)
- Погонич білокрилий (Sarothrura ayresi)
- Погонич африканський (Sarothrura boehmi)
- Погонич жовтоплямистий (Sarothrura elegans)
- Погонич мадагаскарський (Sarothrura insularis)
- Погонич довгопалий (Sarothrura lugens)
- Погонич білоплямистий (Sarothrura pulchra)
- Погонич рудоволий (Sarothrura rufa)
- Погонич тонкодзьобий (Sarothrura watersi)